# Athens, Alabama
Athens är en stad (city) i Limestone County i den amerikanska delstaten Alabama Athens är administrativ huvudort (county seat) i Limestone County.
Staden är belägen i den nordligaste delen av delstaten cirka 320 km norr om huvudstaden Montgomery och cirka 25 km söder om gränsen mot Tennessee.